# White2
White2 – piąty album zespołu Sunn O))). Materiał na albumie został nagrany jeszcze podczas tej samej sesji co album White1, ale postanowiono wydać go później. Na albumie pojawia się między innymi Attila Csihar z zespołu Mayhem.

## Lista utworów
1. HELL-O)))-WEEN - 14:11
2. bassAliens - 23:22
3. Decay2 [Nihils' Maw] - 25:18
4. Decay [The Symptoms of Kali Yuga] - 18:04 (Tylko podwójny winyl)

## Twórcy
- Stephen O’Malley
- Greg Anderson
- Attila Csihar - głos
- Joe Preston
- Rex Ritter
- Dawn Smithson